# Andrejs Rubins
Andrejs Rubins, född 26 november 1978 i Riga, död 1 augusti 2022, var en lettisk fotbollsspelare.

## Klubbkarriär
Andrejs Rubins startade sin karriär i FK Auda innan han 1997 flyttade till Östers IF där han gjorde 11 matcher. 1998 flyttade Rubins tillbaka till Lettland då han skrev på för Skonto. Under tre år vann han den lettiska ligan tre gånger och den inhemska cupen två gånger. Totalt gjorde Rubins 67 matcher och 14 mål för Skonto.
2000 flyttade Rubins till engelska Crystal Palace där han gjorde 31 matcher under tre säsonger, där han bland annat gjorde mål i Ligacupen mot Leicester City och Liverpool
I december 2002 gick Rubins till Spartak Moskva på en free transfer. Efter bara tre månader, utan att ha spelat en match, blev Rubins såld till Sjinnik Jaroslavl, där han under två säsonger gjorde 51 matcher och fyra mål. I januari 2005 återvände Rubins till Spartak Moskva då han skrev på ett fyraårskontrakt med klubben. Rubins gjorde den här gången enbart fem matcher innan han blev utlånad till Sjinnik Jaroslavl och senare även Liepājas Metalurgs.
Efter att lånet hos Liepājas Metalurgs avslutats så flyttade Rubins till Inter Baku i Azerbajdzjan. I Inter Baku spenderade Rubins två bra år där han noterades för 49 matcher och 9 mål, Inter vann även Azerbajdzjans Premjer Liqasy 2009/2010. Inför säsongen 2010/2011 skrev Rubins på ett tvåårskontrakt med FK Qarabağ, men efter problem med skador och bara 12 ligamatcher avslutades han kontrakt redan efter en säsong. 2011 gick istället Rubins till Simurq där han efter säsongen 2011/2012 avslutade sin karriär.

## Internationell karriär
Andrejs Rubins gjorde sin debut för Lettland 10 november 1998 i en träningsmatch mot Tunisien. Rubins var uttagen till truppen som spelade EM 2004.

## Meriter
Skonto
- Lettiska ligan: 1998, 1999, 2000
- Lettiska cupen: 1998, 2000

Inter Baku
- Azerbajdzjans Premjer Liqasy: 2010